# Tillandsia abysmophila
Espèce
Classification phylogénétique
Synonymes
- Tillandsia confinis var. confinis

Tillandsia abysmophila est une espèce de plantes à fleurs de la famille des Bromeliaceae.

## Synonymes
- Tillandsia confinis var. confinis[1].

## Distribution
L'espèce se rencontre en Amérique du Sud, en Bolivie, au Brésil, en Colombie, en Équateur, au Pérou et au Venezuela.